# Ezio Rizzardo

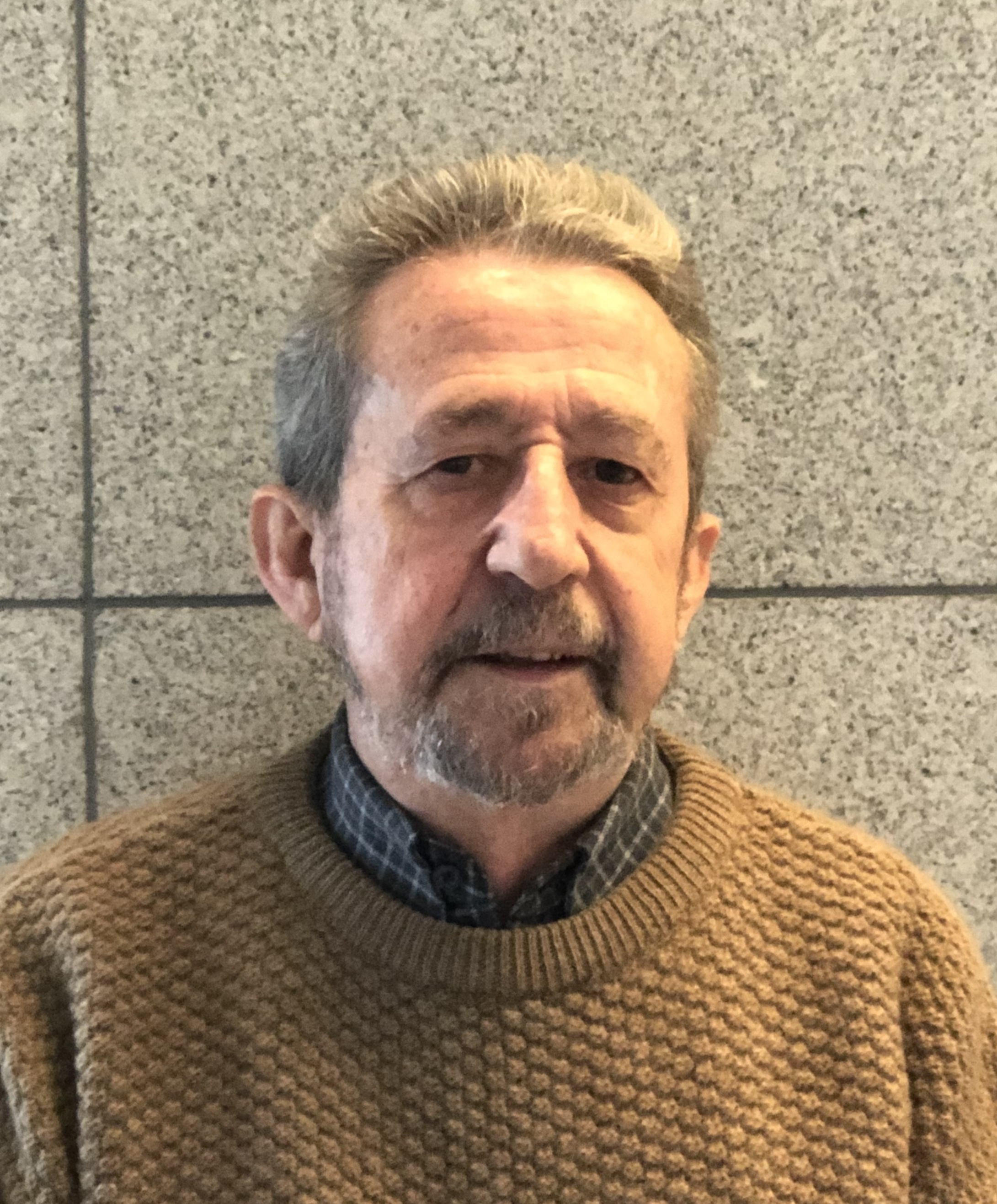
Ezio Rizzardo (2019)

Ezio Rizzardo AC (* 26. Dezember 1943 in Onigo, Provinz Treviso, Italien)  ist ein italienisch-australischer organischer Chemiker, bekannt für die Entwicklung des RAFT-Verfahrens und anderen Verfahren der Polymersynthese.

## Leben und Werk
Rizzardo studierte an der University of New South Wales mit dem Bachelor-Abschluss 1966 in Angewandter Organischer Chemie (First Class Honours) und wurde 1969 an der University of Sydney bei John Pinhey promoviert (über Photochemie organischer Nitro-Verbindungen). Als Post-Doktorand war er an der Rice University bei Richard Turner, am Research Institute for Medicine and Chemistry in Boston bei Derek Barton und an der Australian National University in Canberra bei Arthur Birch. Damals beschäftigte er sich mit Synthese biologisch aktiver Substanzen. 1976 ging er zur CSIRO (Commonwealth Scientific and Industrial Research Organization) in die Gruppe von David Henry Solomon und wandte sich der Polymerchemie zu. 1992 bis 1994 war er dort Gründungs-Direktor des Cooperative Research Centre for Polymer Blends.
Er forscht über Methoden die Polymererzeugung zu kontrollieren und entwickelte (unter Beteiligung von Graeme Moad, San Thang und anderen) 1998 das RAFT Verfahren (Reversible Addition Fragmentation Chain Transfer Polymerization) der Polymersynthese mit freien Radikalen, ein Verfahren der Lebenden Polymerisation. Das erste solche Verfahren lebender Polymerisation mit freien Radikalen, die die Polymerchemie revolutionierten, wurde vom Team von David Solomon am CSIRO in den 1970er Jahren entwickelt, an dem Rizzardo beteiligt war (Nitroxid-vermittelte Polymerisation, NMP, Nitroxide mediated living radical polymerisation) – er hält mit Solomon und Cacioli das zugehörige Patent (1986).
2000 wurde er Fellow der CSIRO, 2002 wurde er Fellow der Australian Academy of Science und 2010 der Royal Society. 2011 erhielt er den Wissenschaftspreis des australischen Premierministers, 2009 die CSIRO Medaille für sein Lebenswerk und 2001 die Centenary Medal in Australien.
2011 war er in der Rangfolge der meistzitierten Chemiker bei Thompson Reuters auf Rang 18. Seit 2014 zählt ihn Thomson Reuters aufgrund der Zahl seiner Zitationen zu den Favoriten auf einen Nobelpreis (Thomson Reuters Citation Laureates).
2005 benannte das Royal Australian Chemical Institute (RACI), dessen Fellow er seit 1981 ist, einen Preis für Angewandte Chemie nach ihm. 2018 wurde er Companion of the Order of Australia.